# Тиреофоры
Тиреофоры (лат. Thyreophora, буквально: носители щита, от др.-греч. θυρεος — большой продолговатый щит и др.-греч. φορεω — нести) — один из двух подотрядов птицетазовых динозавров, характерной особенностью представителей которого является наличие костных пластин, выстроенных продольными рядами вдоль тела.
Являлись важными компонентами многих наземных фаун начиная с раннего юрского и до конца мелового периодов, распространившись по всему земному шару. Находки ранних тиреофор дают возможность предполагать о питании растительностью, в то же время есть некоторые свидетельства, говорящие о наличии всеядным форм. Вероятно использовали как двуногий, так и четвероногий способ передвижения. Более продвинутые формы характеризуются строгой растительноядностью и квадропедальностью. На протяжении всей своей истории становились более медлительными, развив множество костных пластин и шипов, а также хвостовое оружие в виде «булав» и тагомайзеров.
Большинство известных представителей подотряда принадлежали к одной из двух основных линий — анкилозаврам и стегозаврам. Многие аспекты их ранней эволюционной истории остаются спорными и малоизвестными.

## Эволюция
Ранняя эволюционная история тиреофор изучена плохо, по причине неравномерного распределения окаменелостей в палеонтологической летописи, а также в виду противоречивых взглядов на взаимосвязь раннеюрских таксонов. Ископаемые остатки данной группы динозавров достаточно многочисленны начиная с позднего юрского периода (155 миллионов лет назад), однако существует лишь несколько окаменелостей раннего юрского периода, что затрудняет понимание того, как появились тиреофоры.
До относительно недавнего времени предполагалось, что первые представители данной группы динозавров могли возникнуть в северном полушарии. Все достоверные раннеюрские таксоны тиреофор были из Северной Америки (Scutellosaurus) и Европы (Emausaurus и Scelidosaurus), что ограничивало способность определить их биогеографическую историю, кроме предположений о лавразийском распространении. Ряд недавних исследований показали, что два других таксона, Lesothosaurus (из Южной Африки) и Laquintasaura (из Венесуэлы), также могут быть ранними представителями тиреофор. Это расширяет палеогеографическое распространение клады до Гондваны ко времени ранней юры, подразумевая, что группа могла возникнуть в Гондване и расселиться по Лавразии. Однако альтернативные исследования показывают, что их филогенетическая позиция противоречива, поэтому их нельзя с уверенностью отнести к тиреофорам.
Несмотря на неопределенность в вопросе их биогеографической истории на ранних этапах эволюции, широкое распространение базальных тиреофоров на северных массивах суши в ранней юре показывает, что тиреофоры быстро достигли глобального распространения в течение своей ранней истории, возможно, всего за 2-3 миллиона лет (максимум 10 млн лет). Об этом временном масштабе свидетельствует текущее отсутствие птицетазовых динозавров триаса и появление самых ранних представителей подотряда тиреофор, потенциальные даты первого появления которых варьируются от геттанга до синемюра (201.3—190.8 млн лет). Два вероятных таксона тиреофоров из ранней юры Китая — «Bienosaurus lufengensis» и «Tatisaurus oehleri» — описанные на основе фрагментарного материала, дают мало полезной информации об эволюции тиреофоров, тем не менее они расширяют ареал клады до Восточной Азии, предполагая, что группа достигла по крайней мере панлавразийского распространения вскоре после своего происхождения. Наряду с этим, остатки тиреофор из Гондваны, известные из средней юры Нигера, вместе со спорным материалом из ранней юры Индии, дают возможность учёным предполагать о ещё более широком распространение ранних тиреофор. 
В дальнейшем, ко времени ранней или «ранней» средней юре происходит разделение на две эволюционные линии — анкилозавров и стегозавров, каждая из которых развивалась по своему собственному эволюционному пути. Данная диверсификация также, как и само происхождение тиреофор, затемнена неоднородной летописью окаменелостей, состоящей лишь из нескольких фрагментарных ископаемых остатков, большинство из которых имеют неопределённое филогенетическое родство.

### Спорные находки
В 2022 году вышла научная статья с описанием нового тиреофора — Jakapil, с указанием на то, что род является представителем древней базальной линии тиреофор, которая просуществовала до позднего мелового периода на территории Южной Америке. По мнению авторов, присутствие базального тиреофора в позднем меловом периоде Южной Америки указывает на то, что древняя гондванская линия ранних тиреофор развилась независимо от линий северного полушария. Соответственно, ранние гондванские тиреофоры просуществовали ещё долгое время после распада Пангеи, тогда как северные ранние тиреофоры, по-видимому, вымерли ко времени средней юры. Сохранение гондванской линии тиреофор находит своё подтверждение также и в новых остатках данной группы динозавров, обнаруженных в нижнемеловых породах формации Бахада Колорада (берриас—готерив), а также в аргентинской Патагонии (провинция Неукен). После выхода статьи, эксперт по стегозаврам Сюзанна Мейдмент скептически высказалась о статусе Jakapil как представителя тиреофоров.

## Палеобиология
Ранние тиреофоры были обнаружены в разнообразных экосистемах, давая основания предположить, что их ранняя радиация, т.е. разветвление родственных групп и появление новых видов, могла быть подкреплена большим экологическим разнообразием среди них. Например, Lesothosaurus, Laquintasaura и Scutellosaurus, вероятно были двуногие, в то время как в Yuxisaurus и Scelidosaurus скорее всего четвероногими. Более того, есть некоторые свидетельства диетических вариаций, говорящие о том, что Lesothosaurus был всеядным животным, тогда как Scelidosaurus предположительно был растительноядным. Несколько представителей тиреофор представляют собой наиболее многочисленные таксоны динозавров, известные из их соответствующих местонахождений (например, Scelidosaurus, Scutellosaurus и Laquintasaura, каждый из которых представлен несколькими экземплярами), в то время как в других случаях они кажутся второстепенными компонентами своих экосистем. Например Lesothosaurus из формации Эллиот известен по множеству экземпляров, но гораздо менее многочислен, чем завроподоморфы из той же формации, или же Yuxisaurus, который также встречается в фауне с преобладанием завроподоморф.
Первые члены подотряда, такие как Lesothosaurus и Laquintasaura, были по-видимому «небронированными», то есть не имеющие костных пластин на теле, в то время как они стали заметной особенностью всех более поздних членов группы. На основе находок массовых скоплений нескольких таксонов предполагается наличие социальности и группового образа жизни. Что касается среды обитания, то Emausaurus и Scelidosaurus известны из морских отложений, давая возможность предположить, что они жили в низинных, хорошо обводнённых прибрежных районах, в то время как другие таксоны, такие как Lesothosaurus, известны из мест обитания, которые находились далеко в глубине суши и по крайней мере являлись сезонно засушливые.

## Систематика
Почти все современные кладистические анализы взаимоотношений птицетазовых динозавров объединяют два основных инфраотряда тиреофор — анкилозавров и стегозавров, в кладу (группу) под названием Eurypoda, которая, как полагают, возникла в раннем—раннем среднем юрском периоде. Однако у некоторых тиреофор ранней юры отсутствуют ключевые синапоморфии анкилозавров и стегозавров. К ним относятся Laquintasaura и Lesothosaurus, которых в некоторых филогенетических анализах определяют как ранние «небронированные» тиреофоры, но помещаются в альтернативные позициях вне подотряда. Три других таксона — Scutellosaurus lawleri, Emausaurus ernsti и Scelidosaurus harrisonii, определяются как ранние расходящиеся члены подотряда. Самые последние исследования показывают, что Scutellosaurus, Emausaurus и Scelidosaurus являются последовательными сестринскими таксонами кладе Eurypoda.
Альтернативная гипотеза предполагает, что Scelidosaurus был родственным таксоном анкилозаврам, вместе образующим кладу Ankylosauromorpha, которая, в свою очередь, является родственной группой стегозаврам. Эта взаимосвязь была впервые официально предложена Кеннетом Карпентером в 2001 году и поддержана Дэвидом Норманом в 2021 году.

### Классификация
- Подотряд Тиреофоры (Thyreophora)
  - Род Scutellosaurus
  - Род Tatisaurus
  - Род Jakapil
  - Клада Eurypoda Sereno, 1986
    - Инфраотряд Стегозавры (Stegosauria)
      - Семейство Huayangosauridae
      - Семейство Stegosauridae

    - Инфраотряд Анкилозавры (Ankylosauria)
      - Семейство Анкилозавриды (Ankylosauridae)
      - Семейство Нодозавриды (Nodosauridae)

### Кладограмма
Кладограмма представлена Ричардом Томпсоном и его коллегами в 2011 году:
|              | Stegosauria                                                     |
|              |                                                                 |
| Ankylosauria | \| \| Ankylosauridae \| \| \| \| \| \| Nodosauridae \| \| \| \| |
|              | \| \| Ankylosauridae \| \| \| \| \| \| Nodosauridae \| \| \| \| |
|              | Ankylosauridae                                                  |
|              |                                                                 |
|              | Nodosauridae                                                    |
|              |                                                                 |

|  | Ankylosauridae |
|  |                |
|  | Nodosauridae   |
|  |                |

|              | Stegosauria                                                     |
|              |                                                                 |
| Ankylosauria | \| \| Ankylosauridae \| \| \| \| \| \| Nodosauridae \| \| \| \| |
|              | \| \| Ankylosauridae \| \| \| \| \| \| Nodosauridae \| \| \| \| |
|              | Ankylosauridae                                                  |
|              |                                                                 |
|              | Nodosauridae                                                    |
|              |                                                                 |

|  | Ankylosauridae |
|  |                |
|  | Nodosauridae   |
|  |                |

|              | Stegosauria                                                     |
|              |                                                                 |
| Ankylosauria | \| \| Ankylosauridae \| \| \| \| \| \| Nodosauridae \| \| \| \| |
|              | \| \| Ankylosauridae \| \| \| \| \| \| Nodosauridae \| \| \| \| |
|              | Ankylosauridae                                                  |
|              |                                                                 |
|              | Nodosauridae                                                    |
|              |                                                                 |

|  | Ankylosauridae |
|  |                |
|  | Nodosauridae   |
|  |                |

|              | Stegosauria                                                     |
|              |                                                                 |
| Ankylosauria | \| \| Ankylosauridae \| \| \| \| \| \| Nodosauridae \| \| \| \| |
|              | \| \| Ankylosauridae \| \| \| \| \| \| Nodosauridae \| \| \| \| |
|              | Ankylosauridae                                                  |
|              |                                                                 |
|              | Nodosauridae                                                    |
|              |                                                                 |

|  | Ankylosauridae |
|  |                |
|  | Nodosauridae   |
|  |                |

|              | Stegosauria                                                     |
|              |                                                                 |
| Ankylosauria | \| \| Ankylosauridae \| \| \| \| \| \| Nodosauridae \| \| \| \| |
|              | \| \| Ankylosauridae \| \| \| \| \| \| Nodosauridae \| \| \| \| |
|              | Ankylosauridae                                                  |
|              |                                                                 |
|              | Nodosauridae                                                    |
|              |                                                                 |

|  | Ankylosauridae |
|  |                |
|  | Nodosauridae   |
|  |                |

|              | Stegosauria                                                     |
|              |                                                                 |
| Ankylosauria | \| \| Ankylosauridae \| \| \| \| \| \| Nodosauridae \| \| \| \| |
|              | \| \| Ankylosauridae \| \| \| \| \| \| Nodosauridae \| \| \| \| |
|              | Ankylosauridae                                                  |
|              |                                                                 |
|              | Nodosauridae                                                    |
|              |                                                                 |

|  | Ankylosauridae |
|  |                |
|  | Nodosauridae   |
|  |                |

|              | Stegosauria                                                     |
|              |                                                                 |
| Ankylosauria | \| \| Ankylosauridae \| \| \| \| \| \| Nodosauridae \| \| \| \| |
|              | \| \| Ankylosauridae \| \| \| \| \| \| Nodosauridae \| \| \| \| |
|              | Ankylosauridae                                                  |
|              |                                                                 |
|              | Nodosauridae                                                    |
|              |                                                                 |

|  | Ankylosauridae |
|  |                |
|  | Nodosauridae   |
|  |                |

|              | Stegosauria                                                     |
|              |                                                                 |
| Ankylosauria | \| \| Ankylosauridae \| \| \| \| \| \| Nodosauridae \| \| \| \| |
|              | \| \| Ankylosauridae \| \| \| \| \| \| Nodosauridae \| \| \| \| |
|              | Ankylosauridae                                                  |
|              |                                                                 |
|              | Nodosauridae                                                    |
|              |                                                                 |

|  | Ankylosauridae |
|  |                |
|  | Nodosauridae   |
|  |                |